# Beat Again
"Beat Again" é uma canção da boy band inglesa JLS. Foi lançada em 13 de julho de 2009 como o single de estreia do grupo do seu primeiro álbum de estúdio que leva o nome do conjunto. A obra atingiu o topo da tabela musical britânica, a UK Singles Chart, e venceu nos Brit Awards de 2010 na categoria British Single.

## Lista de faixas
| CD single e download digital |                              |         |  |
| N.º                          | Título                       | Duração |  |
| 1.                           | "Beat Again"                 | 3:16    |  |
| 2.                           | "Umbrella" (versão acústica) | 4:21    |  |

## Desempenho nas tabelas musicais
| Tabela (2009)                  | Melhor posição |
| ------------------------------ | -------------- |
| Reino Unido (UK Singles Chart) | 1              |
| Irlanda (Irish Singles Chart)  | 3              |